# Уайсс, Стивен
Стивен Уайсс (англ. Stephen Weiss; род. 3 апреля 1983, Торонто, Канада) — профессиональный канадский хоккеист, центральный нападающий. Серебряный призёр молодёжного чемпионата мира 2002 года. На драфте НХЛ 2001 года выбран в 1 раунде под общим 4-м номером клубом «Флорида Пантерз».

## Достижения
- Серебряный призёр молодёжного чемпионата мира 2002
- Участник матча молодых звёзд НХЛ (2003)

## Статистика
```
                                            --- Regular Season ---  ---- Playoffs ----
Season   Team                        Lge    GP    G    A  Pts  PIM  GP   G   A Pts PIM
--------------------------------------------------------------------------------------
1999-00  Plymouth Whalers            OHL    64   24   42   66   35  23   8  18  26  18
2000-01  Plymouth Whalers            OHL    62   40   47   87   45  18   7  16  23  10
2001-02  Plymouth Whalers            OHL    46   25   45   70   69   6   2   7   9  13
2001-02  Florida Panthers            NHL     7    1    1    2    0  --  --  --  --  --
2002-03  Florida Panthers            NHL    77    6   15   21   17  --  --  --  --  --
2003-04  San Antonio Rampage         AHL    10    6    3    9   14  --  --  --  --  --
2003-04  Florida Panthers            NHL    50   12   17   29   10  --  --  --  --  --
2004-05  San Antonio Rampage         AHL    62   15   23   38   38  --  --  --  --  --
2004-05  Chicago Wolves              AHL    18    7    9   16   12  18   2   7   9  17
2005-06  Florida Panthers            NHL    41    9   12   21   22  --  --  --  --  --
2006-07  Florida Panthers            NHL    74   20   28   48   28  --  --  --  --  --
2007–08  Florida Panthers 	     NHL    74 	 13   29   42   40  --  --  --  --  --
2008–09  Florida Panthers 	     NHL    78 	 14   47   61 	22  --  --  --  --  --
2009–10  Florida Panthers 	     NHL    80 	 28   32   60 	40  --  --  --  --  --
2010–11  Florida Panthers 	     NHL    76 	 21   28   49 	49  --  --  --  --  --
2011–12  Florida Panthers 	     NHL    80 	 20   37   57 	60   7 	 3   2 	 5   6
2012–13	 Florida Panthers 	     NHL    17    1    3    4 	25  --  --  --  --  --
--------------------------------------------------------------------------------------
         NHL Totals                        654  145  249  394  313   7   3   2   5   6

```